# 坚堡龙属
坚堡龙（属名：Invictarx）也可译作无懈堡龙，是植食性结节龙科恐龙的一个属，生存于晚白垩世坎帕阶早期的新墨西哥。

## 发现与命名

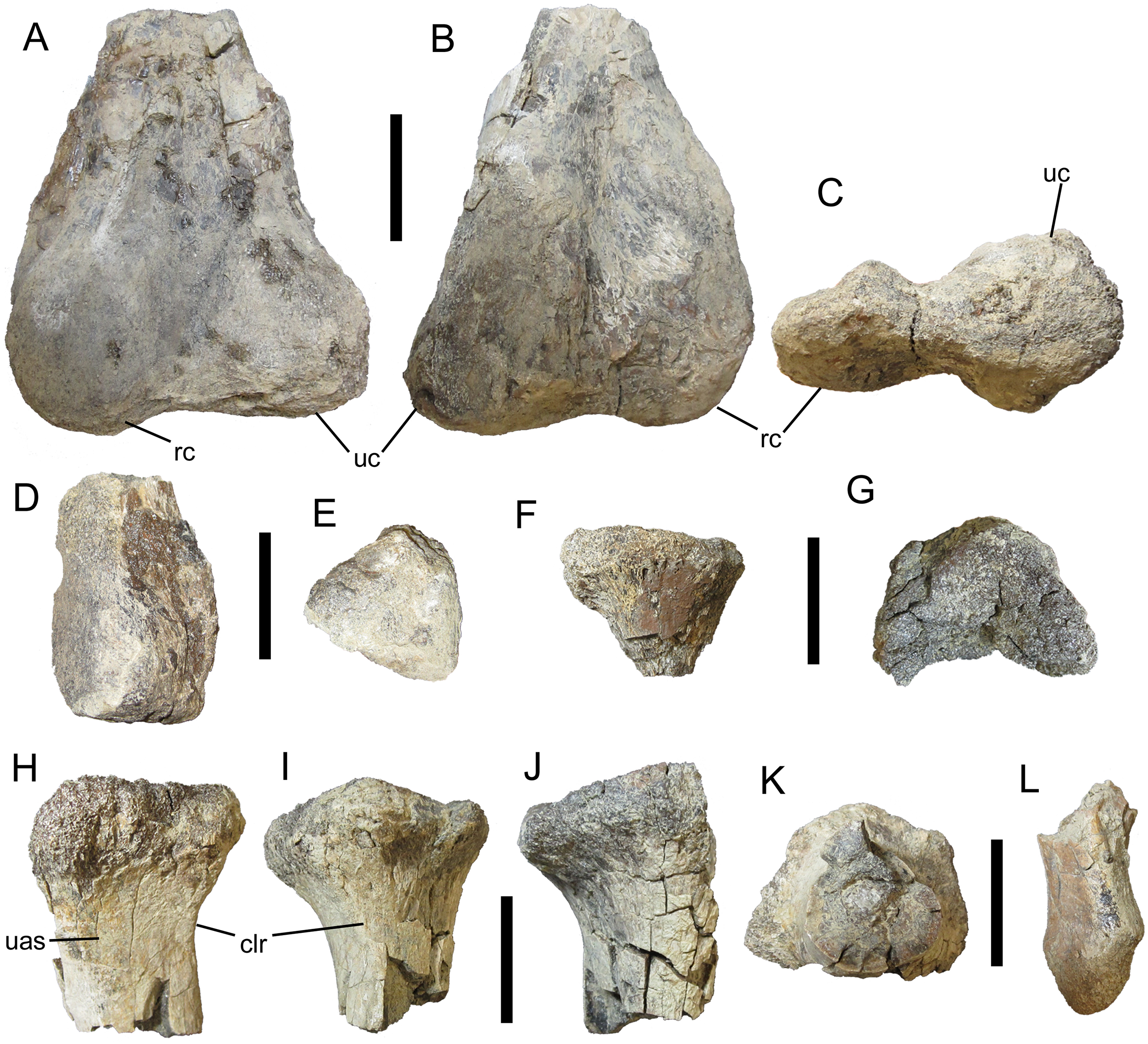
四肢骨骼

2011年5月，丹·威廉森（Dan Williamson）在圣胡安县发现一具零碎的甲龙类骨骼。2011年10月，安德鲁·麦克唐纳（Andrew T. McDonald）在附近发现了第二具骨骼。基思·布劳克曼（Keith Brockmann）随后于2015年10月发现了第三具骨骼。
西风坚堡龙（Invictarx zephyri）的正模标本WSC 16505由2015年发现的不完整颅后骨骼组成，包括六个完整或接近完整的皮内成骨、一条背肋和额外的皮内成骨碎片。其它两具额外的部分骨骼已归入该属。标本UMNH VP 28350由三节背椎、左尺骨远端、左右桡骨近端、一个不完整的跖骨和额外的皮内成骨组成。首次发现的标本UMNH VP 28351含有背椎和皮内成骨。
属名Invictarx意为“无敌的／坚不可摧的堡垒”，因为坚堡龙和其它所有甲龙类一样，都是靠盔甲来抵御捕食者。种名zephyri是拉丁语zephyrus的属格形式，意为“来自西风的”，指“发现标本的露头所普遍存在的狂风条件”。

## 古生态学
坚堡龙发现于梅尼菲组埃利森段的上半部分，地质年龄为坎帕阶早期。与坚堡龙共存的主龙类包括暴龙科的统治者力怖龙、短吻鳄超科的西利氏短鳄和未命名的尖角龙亚科角龙类。